# Baculites
Baculites is een geslacht van uitgestorven cephalopode Mollusca met een bijna rechte schil, opgenomen in de heteromorfe ammonieten. Het geslacht, dat wereldwijd leefde gedurende het grootste deel van het Boven-Krijt, werd in 1799 door Lamarck benoemd.

## Beschrijving
Deze ammoniet had een langwerpige, kokervormige schelp met ingewikkelde sutuurlijnen. De lengte van de schelp bedroeg ongeveer tien centimeter.
De volwassen schaal van Baculites is in het algemeen recht en kan glad zijn of met bochtige strepen of ribben die typisch dorso-ventraal naar voren lopen. Het diafragma loopt ook naar voren en heeft een bochtige marge. De buik is nauw afgerond tot acuut terwijl het dorsum breder is. De juveniele schaal, gevonden bij de top, is opgerold in een of twee kransen en beschreven als concept, ongeveer een centimeter in diameter. Volwassen Baculites varieerden in grootte van ongeveer zeven centimeter (Baculites larsoni) tot twee meter lang. Net als bij andere ammonieten, bestond de schaal uit een reeks kamers, of kamers, die met het dier waren verbonden door een smalle buis, een sifunkel genaamd, waardoor het gasgehalte en daarmee het drijfvermogen op dezelfde manier kon worden geregeld als Nautilus dat tegenwoordig doet. De kamers worden gescheiden door muren die septa worden genoemd. De lijn waar elke septum de buitenste schaal ontmoet, wordt de hechtdraad of hechtdraadlijn genoemd. Net als andere echte ammonieten hebben Baculites ingewikkelde hechtingspatronen op hun schalen die kunnen worden gebruikt om verschillende soorten te identificeren.
Een opvallend kenmerk van Baculites is dat de mannetjes een derde tot de helft van de vrouwtjes kunnen zijn geweest en mogelijk veel lichtere ribben op het oppervlak van de schaal hebben gehad. De schelp-morfologie van Baculites met schuine strepen of ribbels, op dezelfde manier schuine opening en nauwer afgerond tot acuut kielachtige buik wijst erop dat het een horizontale oriëntatie in het leven als een volwassene had gehad. Ditzelfde type dwarsdoorsnede is te vinden in veel eerdere nautiloïden zoals Bassleroceras en Clitendoceras uit de Ordovicium-periode, waarvan kan worden aangetoond dat ze een horizontale oriëntatie hebben gehad. Desondanks hebben sommige onderzoekers geconcludeerd dat Baculites in een verticale oriëntatie leefden, het hoofd recht naar beneden hangend, omdat een apisch contragewicht ontbrak, de beweging grotendeels beperkt was tot die richting. Meer recent onderzoek, met name door Gerd Westermann, heeft bevestigd dat ten minste enkele Baculites-soorten in feite min of meer horizontaal leefden.
Uit schelp-isotoopstudies wordt gedacht dat Baculites het middelste deel van de waterkolom bewoonden, niet te dicht bij de bodem of het oppervlak van de oceaan. In sommige rotsafzettingen komen Baculites veel voor en men denkt dat ze in grote scholen hebben geleefd. Het is echter niet bekend dat ze zo dicht voorkomen dat ze rots vormen, net als bepaalde andere uitgestorven, recht-schelpige koppotigen (bijv. Orthoceride nautiloïden). Baculites-fossielen zijn erg bros en breken bijna altijd. Ze worden meestal in twee of meerdere stukken gebroken, meestal langs hechtingslijnen. Individuele kamers die op deze manier worden gevonden, worden soms 'stenen buffels' genoemd (vanwege hun vormen), hoewel de inheems-Amerikaanse toeschrijving die meestal als onderdeel van het verhaal achter de naam wordt gegeven, waarschijnlijk apocrief is.
Baculites en verwante ammoniete koppotigen uit het Krijt worden vaak verward met de oppervlakkig vergelijkbare orthoceride nautiloïde koppotigen. Beide zijn lang en buisvormig en beide zijn als veel voorkomende items te koop in rockwinkels (vaak onder elkaars naam). Beide lijnen evolueerden blijkbaar onafhankelijk van elkaar en op verschillende tijdstippen in de geschiedenis van de aarde. De orthoceride nautiloïden leefden veel vroeger (gebruikelijk tijdens het Paleozoïcum en uitgestorven aan het einde van het Trias) dan Baculites (alleen laat-Krijt). De twee soorten fossielen kunnen worden onderscheiden door vele kenmerken, waarvan de meest voor de hand liggende de hechtingslijn is: het is eenvoudig in orthoceride nautiloïden en ingewikkeld gevouwen in Baculites en verwante ammonoïden. Studies over uitzonderlijk bewaarde specimen hebben een radula onthuld door synchrotron-beelden. De resultaten suggereren dat Baculites gevoed worden met pelagisch zoöplankton (zoals gesuggereerd door overblijfselen van een larvale buikpotige en een pelagische isopode in de mond).

## Soorten distributie
Het typesoort Baculites vertebralis komt uit het Boven-Maastrichtien, Boven-Krijt en is een van de laatste in zijn soort. Het onderste deel van het Campaniaanse stadium (Boven-Krijt) in het westelijke binnenland van Noord-Amerika heeft Baculites gilberti, vroege B. perplexus, B. asperiformis, B. maclearni en B. obtusus opgeleverd, tijdelijk gevolgd door late Baculites perplexus en vervolgens door Baculites scotti. Het bovenste deel van de bovenste Campanien heeft, van ouder tot jonger, B. compressus, B. coneatus, B. reesidei opgeleverd. B. jenseni en B. ellasi, opeenvolgend gevolgd in het Onder-Maastrichtien door Baculites baculus, B. grandis en B. clinolobatis. Baculites gracilis is bekend van de Cenomanien Britton Fm., Eagle Ford-groep in Texas, Baculites ovatus uit de oostelijke Verenigde Staten en Baculites pacificum uit het Campanien van Vancouver Island, Brits Columbia .Soorten die bekend zijn uit Europa, omvatten naast Baculites vertebratis Baculites undulatus uit het Boven-Turonien, Baculites leopoliensis uit het Boven-Campanien en Baculites anceps uit het Boven-Maastrichtien.